# تاکایوکی نیشیگایا
تاکایوکی نیشیگایا (انگلیسی: Takayuki Nishigaya؛ زادهٔ ۱۲ مهٔ ۱۹۷۳) بازیکن فوتبال اهل ژاپن است.
از باشگاه‌هایی که در آن بازی کرده‌است می‌توان به باشگاه فوتبال آویسپا فوکوئوکا، باشگاه فوتبال آلبیرکس نیگاتا، باشگاه فوتبال ناگویا گرامپوس، باشگاه فوتبال توکیو وردی، و باشگاه فوتبال جف یونایتد ایچیهارا چیبا اشاره کرد.